# Bruce Reitherman
Bruce Reitherman, Bruce Phillip Reitherman, född den 15 september 1955 i Burbank, Kalifornien, är en amerikansk röstskådespelare, filmfotograf, regissör, producent och manusförfattare, Han är son till filmregissören Wolfgang Reitherman.
Som barn gjorde han Mowglis röst i Djungelboken och Christoffer Robin i två Nalle Puh-filmer.
Bruce håller nu för tiden mest på med naturfilm.

## Filmografi

### Roller
- 1966 - Nalle Puh på honungsjakt - Christoffer Robin (röst)
- 1967 - Djungelboken - Mowgli (röst)
- 1977 - Nalle Puhs äventyr - Christoffer Robin

### Regi
- 2001 - Nature - 1 avsnitt
- 2002 - The Living Edens - 1 avsnitt

### Manus
- 1997-2002 - The Living Edens - 3 avsnitt
- 2001 - Nature - 1 avsnitt

### Producent
- 1997-2002 - The Living Edens - 3 avsnitt
- 2000 - New True Life Adventures: Alaska: Dances of the Caribou
- 2001 - Nature - 1 avsnitt

### Fotograf
- 1994 - Island of the Giant Bears
- 1995 - In the Wild - 1 avsnitt
- 1999 - Wild Indonesia - 3 avsnitt
- 1999-2002 - The Living Edens - 2 avsnitt
- 2000 - New True Life Adventures: Alaska: Dances of the Caribou
- 2001 - Nature - 1 avsnitt
- 2006 - Big Bear Week - 5 avsnitt

## Utmärkelser
- 1998 - Emmy Award - Bästa foto i nyhets- eller dokumentärprogram för avsnittet Denali: Alaska's Great Wilderness i The Living Edens